# Judy Cheeks
Judy Cheeks (* 13. Februar 1954 in Miami) ist eine US-amerikanische Disco-, Pop- und House-Sängerin.

## Karriere
Judy Cheeks begann schon in jungen Jahren in der Kirche zu singen. Ihr Vater, der Gospelsänger und Prediger Reverend Julius Cheeks, war Mitglied der Gospel-Gruppen The Sensational Nightingales und The Soul Stirrers. Ihre eigene Karriere begann 1973 bei United Artists. Die von Ike und Tina Turner produzierte LP Judy Cheeks mit den Single-Auskopplungen Endlessly und You Flu brachte nicht den erhofften Durchbruch.
Erst einige Jahre später, Cheeks lebte mittlerweile in Deutschland und stand bei Ariola unter Vertrag, gelang ihr ein internationaler Disco-Hit mit Mellow Lovin’. In den USA erschien die Aufnahme bei dem auf Disco-Musik spezialisierten Label Salsoul und Tom Moulton mixte das Stück. Es erreichte Platz 10 der amerikanischen Disco- und Platz 65 der Pop-Charts. Cheeks nahm eine zweite LP auf und sang auch ein Duett mit Udo Jürgens ein. Einmal wenn du gehst war ein kleinerer Hit in den Niederlanden (1978 Platz 21). In der Folgezeit erschienen weitere Singles wie Don’t Wanna Love You Again (1979), Mercy und Starting Again (On a New Love Affair) (1980) sowie eine LP für den italienischen Markt.
In der zweiten Hälfte der 1980er Jahre war sie ab 1986 im deutschen Fernsehen als Assistentin von Mike Krüger in einigen Ausgaben der Spielshow Vier gegen Willi zu sehen.
Nach dem Misserfolg der LP No Outsiders gelang Cheeks Mitte der 1990er Jahre ein erstaunliches Comeback. Mit den House-Kompositionen So in Love (The Real Deal) und Reach hatte sie vor allem in Großbritannien viel Erfolg. In den USA lief es 1995 noch besser, denn mit Respect und As Long As You’re Good to Me gelangen ihr zwei aufeinanderfolgende Nummer-eins-Hit in den Disco-Charts. Das 1996 veröffentlichte Album Respect enthielt die genannten Hits wie auch die Single You’re the Story of My Life, eine dramatische Ballade, geschrieben von Desmond Child.
Trotz dieser großen Erfolge im Dance-Bereich wurde es in den folgenden Jahren wieder ruhig um Cheeks. Sie zog sich für mehrere Jahre in ihr Privatleben zurück. Im Jahre 2013 veröffentlichte sie eine neue Single, Happy, mit der sie sich auf ihre Gospel-Wurzeln besann. Im Sommer gleichen Jahres folgte das Album True Love Is Free.

## Diskografie

### Alben
| Jahr | Titel   | Höchstplatzierung, Gesamtwochen, AuszeichnungChartsChartplatzierungen (Jahr, Titel, Platzierungen, Wochen, Auszeichnungen, Anmerkungen) | Anmerkungen |
| Jahr | Titel   | UK | Anmerkungen |
| ---- | ------- | --- | ----------- |
| 1995 | Respect | UK99 (1 Wo.)UK |             |

Weitere Alben
- 1973: Judy Cheeks
- 1978: Please Give Me This Night (in den USA Mellow Lovin)
- 1983: Hard on the Heels of Love (nur in Italien veröffentlicht)
- 1988: No Outsiders
- 2013: True Love Is Free
- 2018: Danger Zone
- 2019: A Deeper Love

### Singles
| Jahr | Titel Album                          | Höchstplatzierung, Gesamtwochen, AuszeichnungChartplatzierungen (Jahr, Titel, Album, Platzierungen, Wochen, Auszeichnungen, Anmerkungen) | Höchstplatzierung, Gesamtwochen, AuszeichnungChartplatzierungen (Jahr, Titel, Album, Platzierungen, Wochen, Auszeichnungen, Anmerkungen) | Höchstplatzierung, Gesamtwochen, AuszeichnungChartplatzierungen (Jahr, Titel, Album, Platzierungen, Wochen, Auszeichnungen, Anmerkungen) | Höchstplatzierung, Gesamtwochen, AuszeichnungChartplatzierungen (Jahr, Titel, Album, Platzierungen, Wochen, Auszeichnungen, Anmerkungen) | Anmerkungen                             |
| Jahr | Titel Album                          | UK | US | Dance | R&B | Anmerkungen                             |
| ---- | ------------------------------------ | --- | --- | --- | --- | --------------------------------------- |
| 1977 | Mellow Lovin’                        | — | US65 (5 Wo.)US | Dance10 (12 Wo.)Dance | R&B53 (9 Wo.)R&B |                                         |
| 1988 | I Still Love You No Outsiders        | UK98 (1 Wo.)UK | — | — | — |                                         |
| 1993 | So In Love (The Real Deal) Respect   | UK27 (3 Wo.)UK | — | Dance25 (9 Wo.)Dance | — |                                         |
| 1994 | Reach Respect                        | UK17 (5 Wo.)UK | — | Dance21 (8 Wo.)Dance | — |                                         |
| 1995 | Respect                              | UK23 (2 Wo.)UK | — | Dance1 (13 Wo.)Dance | — | B-Seite von This Time                   |
| 1995 | You’re The Story Of My Life Respect  | UK30 (3 Wo.)UK | — | — | — |                                         |
| 1995 | As Long As You’re Good To Me Respect | — | — | Dance1 (11 Wo.)Dance | — | B-Seite von You’re The Story Of My Life |
| 1996 | Reach (Remix)                        | UK22 (3 Wo.)UK | — | — | — |                                         |

Weitere Singles
- 1973: Crazy ’Bout You Baby
- 1974: Endlessly
- 1978: Einmal wenn du gehst (mit Udo Jürgens)
- 1978: The Little Girl in Me
- 1979: Don’t Wanna Love You Again
- 1980: Mercy
- 1983: Fascination
- 1987: You’ll Never Be Alone
- 2013: Happy
- 2013: I Love Prasing You
- 2013: Without Love We’re Lost
- 2018: Crying In The Rain

## Filmografie
- 1978: Caribia – Ein Filmrausch in Stereophonie
- 1980: La playa del amor
- 1983: SOKO 5113 – Schneetreiben
- 1984: SOKO 5113 – Tapetenwechsel